# Jade

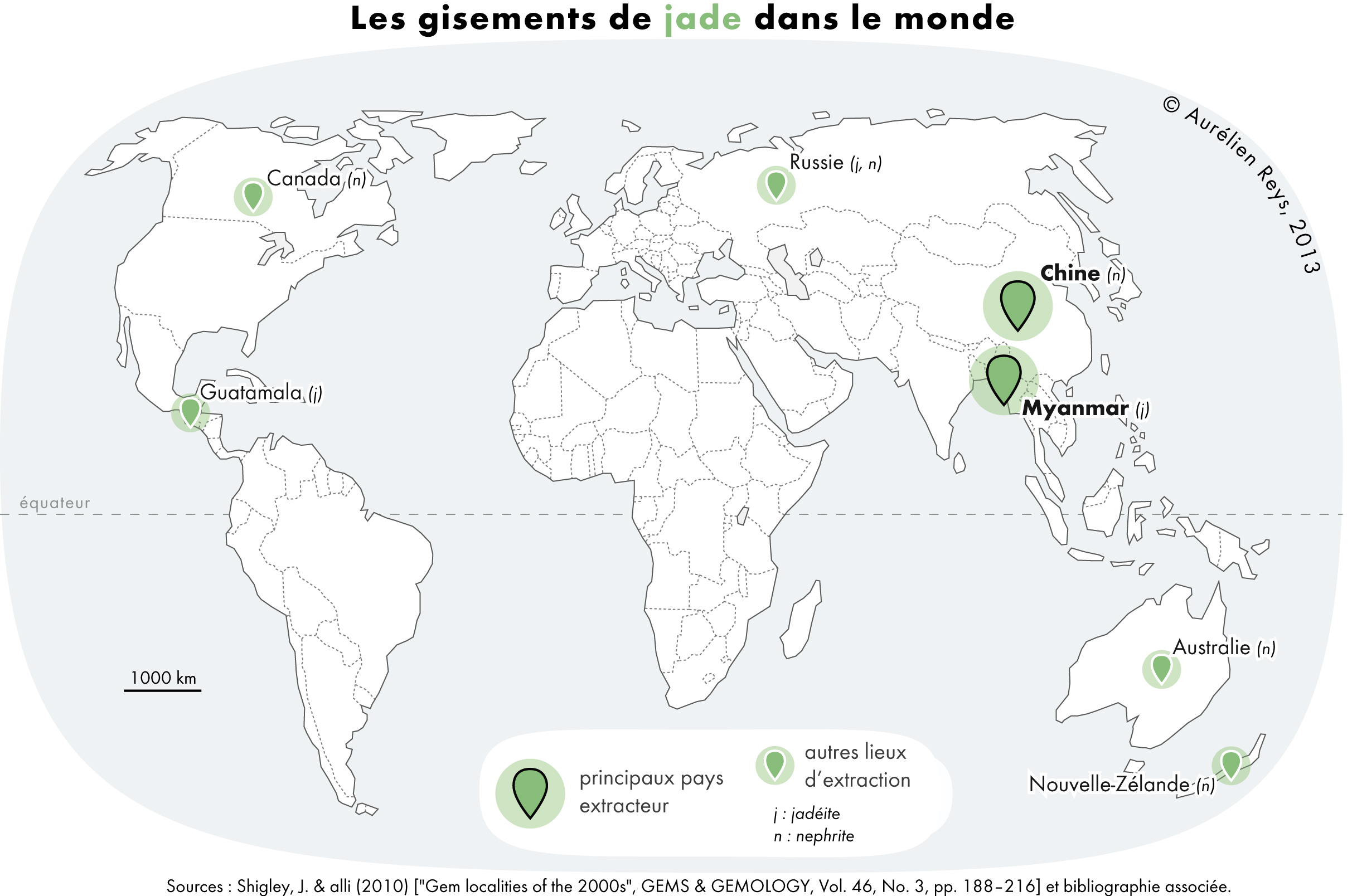
Principales países productores de jade

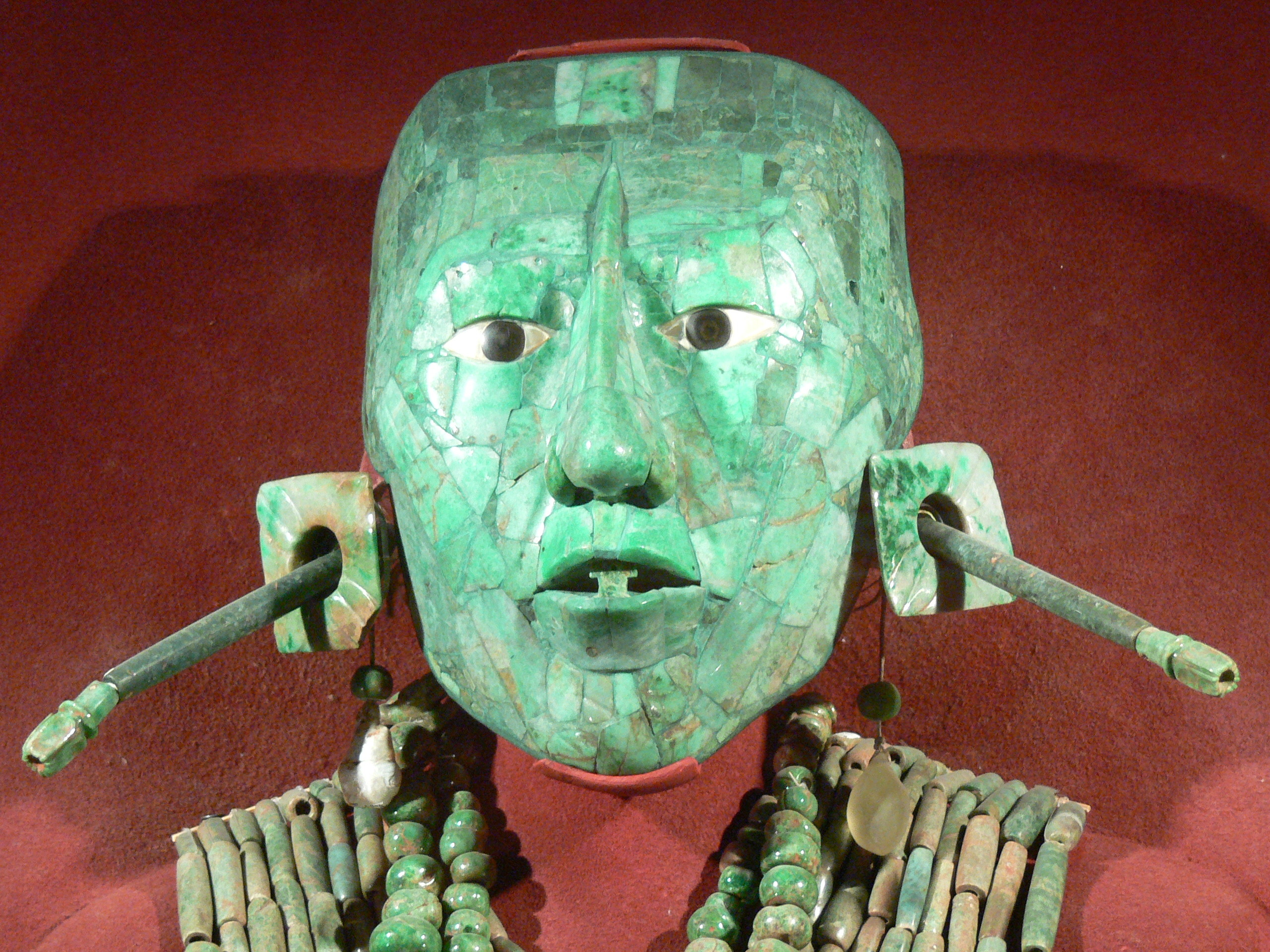
Máscara en jade del rey Pakal, gobernante de Palenque. Museo Nacional de Antropología e Historia, México.

El jade es una roca ornamental. El término jade es aplicado a dos rocas metamórficas distintas compuestas de diferentes minerales silicatados:
- La nefrita consiste en conjunto de fibras entrelazadas microcristalinas de calcio, mineral anfíbol rico en (calcio-magnesio)-ferroactinolita (calcio-magnesio-hierro). El miembro medio de esta serie con una composición intermedia es llamado actinolita (la forma mineral fibrosa sedosa es una de las formas del asbesto). Y el miembro superior el más verdoso por el hierro.
- La jadeíta es un piroxeno rico en aluminio y sodio. El mineral utilizado como gema es la forma microcristalina de la matriz de cristales entrelazados.

El jade reconocido por su color, que puede ser pulido hasta alcanzar un brillo intenso, el color más importante y escaso es un verde esmeralda conocido como jade imperial. Puede ser reconocido por tres características básicas: uniformidad, intensidad del color y translucidez, lo que la hace de mejor calidad.

## Usos y referencias
Casi desde el principio se intentaron vender otros minerales con la denominación de jade, lo cual se logró con el mineral llamado serpentina («jade de China», «jade nuevo»). La serpentina no solo tiene el mismo aspecto que el jade, sino que aparece en los mismos yacimientos que la jadeíta y la nefrita. Es un material más blando y menos resistente que el jade. Como se trabaja mucho mejor que el jade se ha establecido como sustituto preferido en los últimos años.
Según la mitología china el jade provenía de un dragón.
Para las culturas prehispánicas de Mesoamérica como los olmecas, mayas, toltecas, quichés, mixtecas, zapotecas, aztecas (chalchiúhuitl) y nicoyas, el jade era la piedra de la creación, significaba vida, fertilidad y poder. Fue incluso más valorado que el oro. Se obtenía del valle del Motagua, Guatemala (zona de la falla de Motagua). En el valle del río Motagua, en Guatemala, se encuentra uno de los yacimientos más ricos del mundo y es la fuente de los colores más novedosos, como el jade arcoíris, el jade negro y el «oro galáctico», que es un jade negro con incrustaciones naturales de oro, plata y platino. Esta región ha sido confirmada como la fuente de todo el jade usado por los mesoamericanos durante 3000 años.